# Créances
Créances är en kommun i departementet Manche i regionen Normandie i norra Frankrike. Kommunen ligger i kantonen Lessay som tillhör arrondissementet Coutances. År 2022 hade Créances 2 079 invånare.

## Befolkningsutveckling
Antalet invånare i kommunen Créances
| Referens: INSEE |